# Mistreated
Pistes de Burn
What's Goin' On Here
(6) "A" 200
(8)
Mistreated est une chanson du groupe de hard rock britannique Deep Purple, parue en 1974 dans l'album Burn. La chanson est écrite par Ritchie Blackmore et David Coverdale. Ce dernier, nouveau chanteur principal, a apporté (au même titre que le bassiste Glenn Hughes) des inspirations blues et funk au groupe.

## Composition et enregistrement
Lors des concerts, Glenn Hughes présente Mistreated comme une composition antérieure de quelques années à l'album Burn,[source insuffisante]. Elle est initialement prévue pour l'album Machine Head mais Ritchie Blackmore refuse de l'y intégrer. Pendant la production de Burn, le nouveau venu David Coverdale écrit les paroles de Mistreated.
Mistreated est la seule chanson de l'album chantée uniquement par David Coverdale. Il s'agit en outre de la plus longue.

## Interprétation en tournée
La chanson fait partie de la set-list des concerts du groupe jusqu'à fin 1975. En 1976, Deep Purple se sépare. David Coverdale fonde Whitesnake, se produisant notamment en compagnie de Jon Lord et Ian Paice. Ce nouveau groupe interprète Mistreated jusqu'au début des années 1980, puis brièvement en 1997. La chanson figure sur l'album live Live...in the Heart of the City et son édition japonaise Live at Hammersmith. Elle est réenregistrée en 2015 pour l'album de reprises The Purple Album.
Mistreated est également interprétée par Rainbow (groupe de Ritchie Blackmore) à la fin des années 1970 et au milieu des années 1990,[source insuffisante]. La chanson figure dans les albums Live in Germany 1976 (en) et Live in Munich 1977 (en), avec Ronnie James Dio au chant.
Enfin, Glenn Hughes a interprété cette chanson avec son supergroupe Black Country Communion.

## Postérité
En 1992, lors de la tournée Wherever We May Roam Tour (en), le guitariste de Metallica Kirk Hammett interprète Mistreated dans un solo, immortalisé dans l'album Live Shit: Binge and Purge,[source insuffisante].

## Musiciens
- Ritchie Blackmore : guitare
- David Coverdale : chant
- Glenn Hughes : basse, chant
- Jon Lord : claviers
- Ian Paice : batterie, percussions